# 西巴黄耆
西巴黄耆（学名：Astragalus laspurensis）是豆科黄芪属的植物。分布于哈萨克斯坦以及中国大陆的新疆等地，生长于海拔2,000米的地区，一般生长在石质山坡，目前尚未由人工引种栽培。